# Christophe Jacrot
Christophe Jacrot és un director de cinema i fotògraf francès que ha desenvolupat un projecte artístic sobre el mal temps (pluja, neu) i l'hivern.

## Biografia

### Debut com a director
Christophe Jacrot ha estat practicant la fotografia des de l'adolescència, però va ser primer al món del cinema on es va donar a conèixer.Va dirigir diversos curtmetratges com Lifting (Premi Especial del Jurat al Festival d'Avoriaz i Premi de la Premsa al Festival de Chamrousse el 1989) i Soutien de famille (Grand Prix de la jeunesse al Festival de Montecatini el 1994, Gran Premi del Públic a Prada el 1996). El 2000, va dirigir un llargmetratge, Prison à domicile, que va oferir a Élie Kakou el seu darrer paper.

### El projecte fotogràfic sobre el mal temps a la ciutat
Les limitacions financeres i de rendibilitat pròpies de la indústria cinematogràfica van portar a poc a poc Christophe Jacrot a tornar a la fotografia. Després es va embarcar en un projecte artístic sobre ciutats amb mal temps, amb una primera sèrie dedicada a París, que va donar lloc a una exposició a la Galerie du Lucernaire, i la publicació d'un llibre d'Editions du Chêne, titulat Paris sous la pluie. Christophe Jacrot continua llavors la seva exploració de les grans metròpolis de l'hemisferi nord sota la pluja i la neu a Nova York, Chicago, Hong Kong, Macau, i fins i tot a l'Índia.
L'octubre de 2016 Christophe Jacrot va publicar Météores (h'Artpon éditions), un llibre que resumeix el seu projecte sobre el mal temps a la ciutat en 140 pàgines i una selecció de 90 fotografies. Molt remarcat en el seu llançament, aquest treball va donar lloc a un portafoli de vuit pàgines a la revista l'Express, portada de la revista Chasseur d'images  i li va valer a Christophe Jacrot diverses invitacions a la ràdio i als platós de televisió.

### New York in Black: una sèrie sobre Manhattan submergida en la foscor
Christophe Jacrot va estar a Nova York a finals d'octubre de 2012 durant l'huracà Sandy, que va submergir Manhattan en una apagada gegantina. A continuació, fa fotos de barris privats d'electricitat i completament submergits en la foscor. Publicades per primera vegada a la web del fotògraf, aquestes imatges d'una bellesa fantasmal, que revelen tota la fragilitat de la megalòpolis americana, van trobar una resposta immediata a Internet, cridant especialment l'atenció de l'editora i comissària d’exposició estatunidenca Elizabeth Avedon. Exposades especialment a Brussel·les (2012) i París (2013 i 2017), van donar lloc a la publicació del llibre New York in Black (h'Artpon éditions, 2017).

### Snjór: una sèrie sobre l'hivern a Islàndia
El 2015 i el 2016, Christophe Jacrot va fer sis viatges a Islàndia per capturar la bellesa de l'hivern. Va produir una sèrie anomenada Snjór, una paraula que en islandès significa "neu". Aquesta sèrie dona lloc el 2017 a una exposició, Galerie de l'Europe (París), així com la publicació d'un llibre. Aquest treball és unànimement elogiat per la premsa. "Per a nosaltres, sens dubte, un dels llibres més bonics de l'any", escriu Benjamin Favier, editor en cap de Le Monde de la Photo. A l'emissora France Culture, Yasmine Youssi, redactora en cap de cultura de la revista Télérama, en parla molt bé, titllant el llibre de "magnífic, absolutament sumptuós". Esgotat ràpidament, "Snjór" va ser objecte d'una segona edició l'any següent.

## Enfocament artístic
L'obra de Christophe Jacrot està vinculada tant a corrents humanistes com pictorialistes. El seu enfocament artístic sovint es compara amb el de fotògrafs de carrer estatunidencs com Saul Leiter i Elliott Erwitt, així com amb artistes d'impressió japonesos com Hiroshige o Kawase Hasui, que sovint representaven la pluja i la neu. “La pluja, la neu, el “mal temps”, ens ofereixen mons visuals que generalment se'ns escapen perquè fugim d'ells buscant refugi. Volia capturar les llums subtils, el fort poder evocador i romàntic, adoptant un enfocament deliberadament pictòric i emocional", explica Christophe Jacrot.

## Notorietat
Des del 2008, Christophe Jacrot ha iniciat una col·laboració amb la Galerie de l'Europe (55, rue de Seine, París 6e), on exposa cada any. Les seves fotos també s'han exposat a Nova York, Tòquio, Hong Kong, Brussel·les, Singapur, Xangai i Istanbul. Han tingut un èxit important entre col·leccionistes però també amb un públic ampli d'arreu del món, com ho demostra la popularitat de les seves imatges a Internet. El compte d'Instagram del fotògraf tenia prop de 29.000 subscriptors a principis del 2018.

## Filmografia
- 1983 : La petite annonce (curt)
- 1985 : Gratte-ciel (curt)
- 1986 : L'effeuilleuse (curt)
- 1986 : Au petit bois joli (curt)
- 1987 : Surcharge (curt)
- 1989 : Lifting (curt)
- 1989 : Le bus (curt)
- 1991 : Service après-vente (curt)
- 1993 : Soutien de famille amb Marthe Mercadier (curt)
- 1995 : Le videur(curt)
- 1997 : Le monstre (curt)
- 1999 : Prison à domicile amb Jean-Roger Milo, Ticky Holgado i Élie Kakou

## Exposicions
- 2007 Il pleut à Paris (Galerie du Lucernaire, París)[23]
- 2008 Paris sous la pluie (Galerie de l'Europe, París)
- 2009 Hong Kong sous la pluie (Galerie de l'Europe, París)[24]
- 2010 Hiver en villes (Galerie de l'Europe, París)[25]
- 2011 Promenade in The Rain (Axelle Fine Art, Nova York)[26]
- 2011 The Sound of Rain (Soda Gallery, Istanbul)[27]
- 2011 Eaux fortes (Galerie de l'Europe, París)[28]
- 2012 Winter in Town (Axelle Fine Art, Nova York)[29]
- 2012 Neige (Galerie de l'Europe, París)[30]
- 19 abril/11 maig 2013 "Black & White" (Young Gallery, Bruxelles)[31]
- 17 Sept./oct. 2013 Artistry (Artemiss Gallery, Singapur)[32]
- Nov. 2013/janv. 2014 "New York in Black" (Galerie de l’Europe, París)[33]
- Juin/juil. 2014 Heist photography (Londres)
- Nov. 2014/janv. 2015 "Blizzard" (Galerie de l’Europe, París)[34]
- Nov. 2015/janv. 2016 "Météores" (Galerie de l’Europe, París)[35]
- Des.2015/gen. 2016 "Météores" (Galerie Art Passions, Genève)[36]
- Maig/juny 2016 "Under the Veil" (Bruno Gallery, Singapur)[37]
- Nov. 2017 Fotofever (Carrousel du Louvre, París)
- Nov. 2016/janv. 2017 "Snjór" (Galerie de l’Europe, París)[12]
- Des. 2017 / gener 2018 "New York in Black" (Galerie de l’Europe, París)[38]